# Luzula forsteri
Luzula forsteri es una herbácea de la familia de las juncáceas.

## Caracteres
Hierba perenne a través de rizomas, cespitosa. Tallos erectos, de 15-40 cm de altura. Hojas lineares, planas, con largos cilios blancos en sus bordes, de hasta 3,5 (-5) mm de anchura. Flores solitarias dispuestas en panículas muy laxas; 6 piezas periánticas de color pardo oscuro de 3,5-5 mm de longitud, agudas, con margen escarioso muy evidente. Fruto en cápsula globosa que contiene 3 semillas. Florece en primavera y principios de verano.

## Hábitat
En melojares y pinares. También en encinares y alcornocales.

## Distribución
Se encuentra en Europa.

## Etimología
Luzula: nombre genérico que deriva del italiano luciola, que significa "brillar", haciendo referencia a las hojas lustrosas.
forsteri: epíteto añadido en honor de Georg Forster.

## Sinonimia
Luzula forsteri (Sm.) DC., Syn. Pl. Fl. Gal.: 150 (1806). Islas Canarias, Norte de África, Europa hasta Irán.
- Juncus forsteri Sm., Fl. Brit. 3: 1395 (1804).
- Luciola forsteri (Sm.) Sm., Engl. Fl. 2: 179 (1824).
- Nemorinia forsteri (Sm.) Fourr., Ann. Soc. Linn. Lyon, n.s., 17: 172 (1869).
- Juncoides forsteri (Sm.) Kuntze, Revis. Gen. Pl. 2: 724 (1891).
- Luzula vernalis subsp. forsteri (Sm.) Bonnier & Layens, Tabl. Syn. Pl. Vasc. France: 322 (1894).
- Luzula gesneri Bubani, Fl. Pyren. 4: 170 (1901), nom. superfl.
- Pterodes forsteri (Sm.) Börner, Fl. Deut. Volk.: 722 (1912).

subsp. caspica Novikov, Novosti Sist. Vyssh. Rast. 27: 18 (1990). Turquía a norte de Irán.
- Luzula caspica Rupr. ex Bordz., Izv. Kievsk. Bot. Sada 7: 5 (1928), nom. inval.
- Luzula forsteri var. latifolia Bordz., Izv. Kievsk. Bot. Sada 7: 5 (1928).

subsp. forsteri Islas Canarias, Norte de África, Europa hasta el Cáucaso
- Luzula callosa Raf., Autik. Bot.: 193 (1840).
- Luzula decolor Webb & Berthel., Hist. Nat. Iles Canaries 2(3): 350 (1848).

subsp. rhizomata (Ebinger) Z.Kaplan, Preslia 73: 60 (2001) europa al norte de Irán.
- Luzula forsteri var. rhizomata Ebinger, Mem. New York Bot. Gard. 10(5): 289 (1964).[2]